# Leinach
Leinach é um município da Alemanha, situado no distrito de Würzburgo, no estado da Baviera. Tem 28,02 km² de área, e sua população em 2019 foi estimada em 3.123 habitantes.